# Genelo III Genúnio
Genelo III Genúnio (em latim: Genelus; em armênio: Գնել; romaniz.: Gnel) foi um nobre armênio (nacarar) em meados do século VI.

## Nome
Genelo (Genelus) é a forma latina do armênio Guenel (Գնել, Gnel), que derivou do verbo gneay (գնեայ), "comprar".

## Vida
Genelo foi naapetes (chefe) da família Genúnio em meados do século VI. Compareceu ao Segundo Concílio de Dúbio conveniado pelo católico Narses II em março de 555, conforme registrado nas atas preservadas no Livro das Cartas (Girk T'lt'ots).